# Expozice místní dráhy Kostelec - Slavonice
Expozice místní dráhy Kostelec – Slavonice je muzejní expozice v Hodicích, je umístěna na železniční zastávce v Hodicích, čp. 82. Byla založena v rámci projektu muzeí Regionu Renesance 28. července 2012. Expozice je provozována obcí Hodice.

## Expozice
Expozice je umístěna v železniční zastávce Hodice a je s ní spojeno motto „S čím vším je třeba železničáři se potýkati“, vystaveny jsou fotografie trati Kostelec–Slavonice od její stavby až po současný stav. Sbírka pochází ze soukromých sbírek bývalého strojvedoucího Jiřího Holoubka. V roce 2010 se zastávka zařadila mezi 10 nejhezčích nádraží Česka. V expozici jsou umístěny různé předměty jako např. rychloměr z lokomotivy, kotouč na odvoz zeminy ze stavby trati Kostelec–Slavonice, lucerny z lokomotivy a další. Ve sbírce jsou umístěny i další předměty například přejezdový kříž z roku 1888 či osvětlená výměnová tělesa či žlezniční petrolejky, vyobrazen je také grafikon z roku 1898.